# Andrii Lunin
Andrii Oleksiiovîci Lunin (în ucraineană Андрій Олексійович Лунін, n. 11 februarie 1999, Krasnohrad, Regiunea Harkov, Ucraina) este un fotbalist ucrainean, care joacă pe post de portar la Real Madrid în La Liga. Pe plan internațional, are prezențe la națională pentru Ucraina.

## Cariera pe echipe
Lunin este un elev al Școlii Sportive de Tineret FC Metalist (primul antrenor a fost Oleksandr Khrabrov) și al Școlii Sportive de Tineret FC Dnipro  (primul antrenor a fost Kostyantyn Pavlyuchenko).

### Dnipro
Din vara anului 2016, după absolvirea școlii sportive de tineret, a jucat în rezervele FC Dnipro Dnipropetrovsk. În echipa principală, Lunin și-a făcut debutul ca jucător de start la vârsta de 17 ani, în meciul cu FC Karpaty Lviv, la 16 octombrie 2016, în Premier League din Ucraina. El a fost primul portar de selecție al lui Dnipro în restul sezonului, jucând într-un total de 25 de meciuri pentru club, în cadrul competițiilor de ligă și de club. Cu toate acestea, la sfârșitul sezonului, din cauza neregulilor financiare, Dnipro a fost retrogradat direct în Liga a doua a Ucrainei (al treilea nivel al fotbalului), iar mulți jucători, inclusiv Lunin, au fost lăsați să părăsească clubul.

### Zorya Luhansk
Lunin a jucat sezonul 2017-18 pentru FC Zorya Luhansk, unde repede s-a integrat ca prim portar. La 14 septembrie 2017, Lunin și-a făcut debutul european în meciul cu scorul de 0-2 din Europa League cu Östersunds FK la Arena Lviv. El a terminat să joace în 36 de meciuri în toate competițiile pe care le-a încheiat, inclusiv în toate cele 6 meciuri ale Ligii Europei de la Zorya.

### Real Madrid
La 19 iunie 2018, Real Madrid a ajuns la un acord cu Zorya Luhansk pentru a-l semna pe Lunin într-un raport de 8,5 milioane de euro plus 5 milioane bonusuri. Acordul s-a încheiat patru zile mai târziu, iar el a devenit primul ucrainean care va evolua pentru Real Madrid. Pe 27 august 2018, a fost împrumutat echipei din apropiere, CD Leganés, din La Liga, pentru sezon. La jumătatea campaniei, a declarat că se mulțumește să fie a doua alegere în locul lui Iván Cuéllar și că își va finaliza contractul.
Pe 13 august 2019, a fost împrumutat la Real Valladolid pentru sezonul 2019-20. Pe 15 octombrie 2019, Lunin a fost inclus pe lista scurtă a celor mai buni 20 de jucători sub 21 de ani pentru premiul Golden Boy din 2019.
La 15 ianuarie 2020, împrumutul cu Real Valladolid a fost reziliat. În aceeași zi, Real Oviedo a anunțat împrumutul lui Lunin până la 30 iunie 2020.
Pe 20 ianuarie 2021, a debutat în prima echipă cu Real Madrid într-o înfrângere cu 1–2 în prelungiri cu Alcoyano în Copa del Rey 2020–21. Cu Madridul fiind campioni în 2021-2022, Lunin și-a făcut debutul în ligă în derby-ul de la Madrid împotriva lui Atlético Madrid pe 8 mai 2022, unde Real a pierdut cu 1-0. Pe 15 mai 2022, a jucat împotriva lui Cádiz CF, salvând un penalty și permițând echipei sale să remizeze 1–1 în deplasare.
Pe 5 octombrie 2022, Lunin și-a făcut debutul în Liga Campionilor într-o victorie cu 2-1 împotriva lui Șahtior Donețk. Pe 16 octombrie 2022, a devenit primul jucător ucrainean care a jucat în El Clásico împotriva Barcelonei, Real câștigând cu 3–1.
Pe 8 noiembrie 2023, Lunin a fost chemat la acțiune în meciul din faza grupelor din Liga Campionilor al lui Real Madrid împotriva lui Sporting Braga, după ce Kepa a suferit o accidentare în timpul încălzirii. Lunin a adus o contribuție semnificativă la performanța echipei prin salvarea unui penalty bătut de Álvaro Djaló în al patrulea minut al jocului, ceea ce a ajutat la menținerea lui Real Madrid în fruntea clasamentul din grupă.
La 13 februarie 2024, într-o performanță remarcabilă din timpul optimilor de finală al lui Real Madrid din Liga Campionilor împotriva lui RB Leipzig de pe Red Bull Arena, Lunin a egalat recordul din finala UEFA Champions League al lui Thibaut Courtois din 2022 făcând nouă parade într-un singur meci, ceea ce a strâns aprecieri semnificative de la antrenorul Carlo Ancelotti. Ancelotti a spus că a fost „cel mai bun joc” al lui Lunin până atunci, subliniind rolul critic al portarului în asigurarea unei poziții favorabile pentru Real Madrid pentru a avansa în competiție.
La 17 aprilie 2024, Lunin a făcut opt apărări în manșa secundă a sferturilor de finală a Ligii Campionilor împotriva lui Manchester City, care s-a încheiat la egalitate 1–1, iar apoi a reușit două salvări la loviturile de departajare, asigurând avansarea lui Real Madrid în semifinale.

## Cariera la națională
Lunin și-a făcut debutul la echipa națională a Ucrainei la vârsta de 19 ani, la 23 martie 2018, într-o remiză amicală cu Arabia Saudită.
În 2019 acesta a câștigat Cupa Mondiala sub-U21 cu echipa sa. El a fost declarat cel mai bun portar al acestui turneu.

## Club
| Club                 | Sezon         | Ligă                     | Ligă     | Ligă   | Cupă     | Cupă   | Liga Campionilor | Liga Campionilor | Europa League | Europa League | Super Cupă | Super Cupă | Total    | Total  |
| Club                 | Sezon         | Diviziune                | Apariții | Goluri | Apariții | Goluri | Apariții         | Goluri           | Apariții      | Goluri        | Apariții   | Goluri     | Apariții | Goluri |
| -------------------- | ------------- | ------------------------ | -------- | ------ | -------- | ------ | ---------------- | ---------------- | ------------- | ------------- | ---------- | ---------- | -------- | ------ |
| Dnipro               | 2016–17       | Prima Ligă Ucraineană    | 22       | 0      | 3        | 0      | 0                | 0                | 0             | 0             | 0          | 0          | 25       | 0      |
| Zoria Luhansk        | 2017–18       | Ukrainian Premier League | 29       | 0      | 1        | 0      | 0                | 0                | 6             | 0             | 0          | 0          | 36       | 0      |
| Real Madrid          | 2018–19       | La Liga                  | 0        | 0      | 0        | 0      | 0                | 0                | 0             | 0             | 0          | 0          | 0        | 0      |
| Leganés (împrumutat) | 2018–19       | La Liga                  | 5        | 0      | 2        | 0      | 0                | 0                | 0             | 0             | 0          | 0          | 7        | 0      |
| Total carieră        | Total carieră | Total carieră            | 56       | 0      | 6        | 0      | 0                | 0                | 6             | 0             | 0          | 0          | 68       | 0      |

## Internațional
| Ucraina | Ucraina  | Ucraina |
| An      | Apariții | Goluri  |
| ------- | -------- | ------- |
| 2018    | 3        | 0       |
| Total   | 3        | 0       |

## Palmares

### Internațional

#### Tinerețe
- FIFA U-20 World Cup: 2019

#### Individual
- FIFA U-20 World Cup Golden Glove